# Укопан пенис
Укопан пенис или скривен пенис (енгл. buried penis) је функционални, естетски и психолошки проблем, који се може јавити код мушкараца са нормално развијеним пенисом, који је скривен циркуларним обухватом хипертрофичног масног ткива супрапубичне регије. Укопан пенис се лечи једноставном и ефикасном амбулантном методом, уз минимални број компликација и рецидива, и пружа одличне дугорочне козметичке резултате.

## Етиологија
Иако разни етиолошки фактори могу бити узрок укопаног пениса, према подацима из новијих истраживања наводи се као примарни узроци:
- поремећај развоја тунике дартос која фиксира пенис и онемогућује његову физиолошку покретљивост. * изражено препубично масно ткиво.

## Клиничка слика
Укопан пенис примећује се након шест месеци старости детета, а све је израженији како дечак стари. Код дечака до две године пенис изгледа као пупољак, а код старије деце заједно са кожом изгледа као дугме.
Ова аномалија у стидној регији садржи хипертрофичну поткожну масноћу која кружно обухвата пенис, а кратка кожу пениса и прекомерно развијени унутрашњи лист (препуцијума) покривају пенис.
Укопан пенис изазива поремећај у развоју тунике дартос (овојнице или омотача), која обавија тестисе својим овојницама, са коже скротума прелази на пенис.
Овојнице пениса су еластичне и прилагођавају се промени његове запремине. Код укопаног пениса, ова овојница (туника) развија се у облику нееластичне плоче која причвршћује пенис за околно ткиво, спречавајући га да се нормално помера и излази изнад нивоа коже стидне регије.

## Дијагноза
Дијагноза укопаног пениса поставља се инспекцијом, у току које се не виде тело и главић пениса. Палпацијом се утврђује да ли је пенис уобичајене величине и скривен у супрапубичном масном ткиву. Укопан пенис има јако развијен унутрашњи лист препуција и кратку кожу пениса.
У току прегледа важно је утврдити разлику између укопаног пенис, који диференцијално дијагностички треба разликовати од других аномалија пениса, код којих је карактеристична пеноскротална фузија и код које је скривени пенис нпр. настао као резултат ожиљних промена након циркумцизија. 
Код изражене гојазности може се стећи и погрешан утисак постојања укопаног пениса.

## Терапија
Терапија еписпадије је хируршко, у једном акту, а оптимални период за интервенцију је између друге и треће године живота. Основни циљ терапије је да  се продужи мокраћна цев, од коже без длака и то широког дијаметра и све до врха пениса, односно до њеног отвора на врху пениса, како би се формирао прав и издужен пенис колико је могуће, због добијања правилно усмереног и доброг млаза мокраће уз решавање инконтиненције.
Иако постоји неколико описаних оперативних техника, битно је код свих техника:
- ослобађање препуцијума,
- ресекција тунике дартос до базе пениса,
- фиксирање поткожног ткива за тунику албугинеу,
- делимична ресекција препубичног масног ткива.

Током ове интервенције дренажа није неопходна.